# Frysk Fanfare Orkest
Frysk Fanfare Orkest (FFO) is een provinciaal fanfareorkest uit de provincie Friesland, dat opgericht werd in december 1983. Het secretariaat bevindt zich tegenwoordig in Bolsward. De hoofddoelstelling van het FFO is het promoten van oude en nieuwe originele fanfaremuziek in een zo breed mogelijke zin.

## Geschiedenis
Tot het Frysk Fanfare Orkest behoren rond 55 amateurmuzikanten met een leeftijd van 14 tot 40 jaar afkomstig uit de provincie Friesland, die naast het FFO in één of meer plaatselijke verenigingen spelen. Het FFO is sinds zijn oprichting (1983) een belangrijke ambassadeur voor de originele fanfaremuziek en tracht de originele klankkleur van het fanfareorkest altijd weer op de juiste wijze te interpreteren. Het orkest staat sinds de oprichting onder leiding van Jouke Hoekstra.
Tot de doelstelling van dit orkest behoort ook het geven van compositie-opdrachten aan min of meer bekende binnen- en buitenlandse componisten, zoals bijvoorbeeld Bernard van Beurden, Frans Vermeerssen, Alexander Comitas, Marc van Delft, Cornelis de Bondt, Hardy Mertens, Leon Vliex, Marco Pütz (Luxemburg) en Nuno Leal (Portugal). De premières van deze en andere werken werden uitgevoerd door het FFO.
Naast vele concerten in binnen- en buitenland, heeft het orkest deelgenomen aan verscheidene festivals en concoursen. Hoogtepunten uit de geschiedenis van het FFO zijn o.a. het meerdere malen behalen van het hoogste resultaat tijdens het Wereld Muziek Concours (WMC) te Kerkrade in de concertafdeling fanfare, deelname aan de internationale conferentie van de World Association for Symphonic Bands and Ensembles (WASBE) in 1989 in Manchester, Engeland en toekenning van de Zilveren Anjer (cultuurprijs van de provincie Friesland). Het Wereld Muziek Concours (WMC) of het mini-WMC (het open Nederlands kampioenschap) werd door het FFO gewonnen in de concertafdeling fanfare in 1989,1993,1995,1999 en 2003. Met deze behaalde wereldkampioenschappen behoort het orkest tot een van de meest succesvolle fanfare orkesten. Het orkest wordt tevens veel gevraagd radio-opnames te verzorgen met als doel het promoten van de originele fanfaremuziek en heeft een twintigtal cd's op zijn naam staan.
Door het behalen van het hoogste resultaat tijdens het WMC werd het FFO tegelijkertijd winner van het vaandel en daarmee wereldkampioen in de sectie fanfareorkest.
Bij het Mid-Europe Festival in 2002 in Schladming, Oostenrijk, kreeg het FFO de uitnodiging het openingsconcert uit te voeren. In 2003 heeft men deelgenomen aan het Festival Sociedade Euterpe Alhandrense in Portugal en in 2005 aan het Emajöe Suvi Festival in Tartu in Estland. In 2005 werd opnieuw deelgenomen aan de internationale conferentie van de World Association for Symphonic Bands and Ensembles (WASBE), maar nu in het verre Singapore. Daarnaast zijn concerten gegeven in de Verenigde Staten, Duitsland, België en Luxemburg.

## Dirigenten
- 1983 - heden - Jouke Hoekstra

## Concertreizen
| Jaar | Land                | Locatie                                                                                      |
| ---- | ------------------- | -------------------------------------------------------------------------------------------- |
| 1988 | West-Duitsland      | Internationales Musikfestival in Rastede                                                     |
| 1989 | Verenigd Koninkrijk | Conferentie van de World Association for Symphonic Bands and Ensembles (WASBE) in Manchester |
| 1993 | Duitsland           | Galaconcert bij de Musikverein Haaren e.V. in Haaren (Waldfeucht)                            |
| 1997 | Verenigde Staten    | Concertreis door de Verenigde Staten                                                         |
| 2002 | Oostenrijk          | Galaconcert tijdens het Mid-Europe-Festival voor blaasorkesten in Schladming                 |
| 2003 | Portugal            | Internationale festival Sociedade Euterpe Alhandrense in Alhandra                            |
| 2004 | Estland             | Emajöe Suvi Festival in Tartu                                                                |
| 2005 | Singapore           | Conferentie van de World Association for Symphonic Bands and Ensembles in Singapore          |
| 2008 | Portugal            | Concertreis Portugal met optredens in Tomar, Alhandra en Leiria van 4 juli tot 11 juli 2008  |